# ICONIX
Az ICONIX egy olyan szoftverfejlesztési módszertan, amely mind a Rational Unified Process (RUP), mind az extrém programozás (XP) és az agilis szoftverfejlesztéssnél korábban jött létre. A RUP-hoz hasonlóan az ICONIX folyamat is UML használati eset alapú, de könnyebb szerkezetű a RUP-nál. Az ICONIX több követelményt és tervezési dokumentációt biztosít, mint az XP, és célja az elemzési bénulás elkerülése. Az ICONIX folyamat mindössze négy UML alapú diagramot használ egy négylépéses folyamatban, amelyben a használati eset szövegét működő kóddá alakítja.
Az ICONIX fő megkülönböztetése a robusztussági elemzés alkalmazása, amely az elemzés és a tervezés közötti szakadék áthidalására szolgál. A robusztusság-elemzés csökkenti a használati esetleírások kétértelműségét azáltal, hogy gondoskodik arról, hogy azokat egy kísérő tartománymodell kontextusában írják meg. Ez a folyamat megkönnyíti a használati esetek tervezését, tesztelését és becslését.
Az ICONIX-folyamatot a Use Case Driven Object Modeling with UML: Theory and Practice című könyv ismerteti.
Lényegében az ICONIX folyamat az alapvető "logikai" elemzési és tervezési modellezési folyamatot írja le. A folyamat azonban különösebb testreszabás nélkül alkalmazható olyan projektekre is, amelyek más projektmenedzsmentet követnek.

## Az ICONIX folyamat áttekintése
Az ICONIX folyamat négy mérföldkőből áll. Minden szakaszban felülvizsgálják és frissítik az előző mérföldkőhöz kapcsolódó munkát.

### 1. mérföldkő: Követelmények felülvizsgálata
Az ICONIX folyamat megkezdése előtt el kell végezni néhány követelményelemzést. Ebből az elemzésből azonosíthatók a használati esetek, egy tartománymodell és néhány GUI prototípus készíthető.

### 2. mérföldkő: Előzetes tervezési áttekintés
A használati esetek azonosítása után szöveg írható le, amely leírja, hogy a felhasználó és a rendszer hogyan kommunikál egymással. A rendszer robusztussági elemzést hajt végre, hogy megtalálja a lehetséges hibákat a használati eset szövegében, és ennek megfelelően frissül a tartománymodell. A használati eset szövege fontos annak azonosításához, hogy a felhasználók hogyan fognak interakcióba lépni a tervezett rendszerrel. Továbbá a fejlesztő számára is lehetőséget adnak, hogy megmutassa az ügyfélnek az eddigi fejleményeket, és ellenőrizhetik, hogy a követelményelemzés eredményei helyesek-e.

### 3. mérföldkő: Részletes tervezési áttekintés
Az ICONIX-folyamat ezen szakaszában a 2. mérföldkőből származó területi modellt és használati esetek szövegét használják fel az erre épülő rendszer megtervezéséhez. A tartománymodellből osztálydiagram készül, a használati eset szövegéből pedig szekvenciadiagramok készülnek.

### 4. mérföldkő: Telepítés
Unit teszteket írunk annak ellenőrzésére, hogy a rendszer megfelel-e a használati esetek szövegének és a szekvenciadiagramoknak. Végül kódot írunk az osztály- és szekvenciadiagramok felhasználásával.

## Fordítás
Ez a szócikk részben vagy egészben  az   ICONIX című angol Wikipédia-szócikk ezen változatának fordításán alapul.  Az eredeti cikk szerkesztőit annak laptörténete sorolja fel. Ez a jelzés csupán a megfogalmazás eredetét és a szerzői jogokat jelzi, nem szolgál a cikkben szereplő információk forrásmegjelöléseként.